# Eduard von Dostler

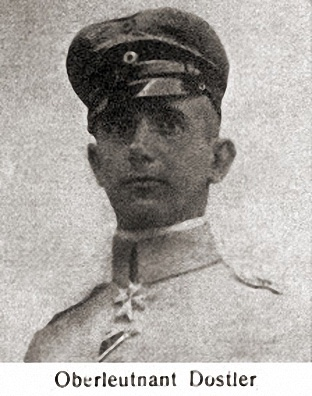
Eduard Dostler (1917)

Eduard Dostler, postum auch Ritter von Dostler (* 3. Februar 1892 in Pottenstein; † 21. August 1917 bei St. Julien) war ein bayerischer Offizier der deutschen Fliegertruppe. Ihm wurden 26 Abschüsse im Ersten Weltkrieg bestätigt.

## Leben
Eduard war der Sohn des Obergeometers Christian Dostler und dessen Ehefrau Babette, geborene Raab. Nach der Absolvierung des humanistischen Erasmus-Gymnasiums in Amberg trat er am 1. Oktober 1910 als Zweijährig-Freiwilliger (Fahnenjunker) in das 2. Pionier-Bataillon der Bayerischen Armee in Speyer ein. Dort erfolgte am 24. Juni 1911 seine Ernennung zum Fähnrich sowie am 28. Oktober 1912 die Beförderung zum Leutnant. Am 1. Oktober 1913 versetzt man Dostler in das 4. Pionier-Bataillon nach Ingolstadt, wo er die Rettungsmedaille erhielt, nachdem er bei einer Übung einen Offizier und einen Pionier aus der Donau gerettet hatte.
Mit diesem Truppenteil zog Dostler nach Ausbruch des Ersten Weltkriegs an die Westfront ins Feld und fungierte ab 20. Oktober 1914 als stellvertretender Kompanieführer. Für eine erfolgreiche Sprengung verlieh man ihm am 5. März 1915 das Eiserne Kreuz I. Klasse. Am 14. Januar 1916 wurde er zum Oberleutnant befördert.

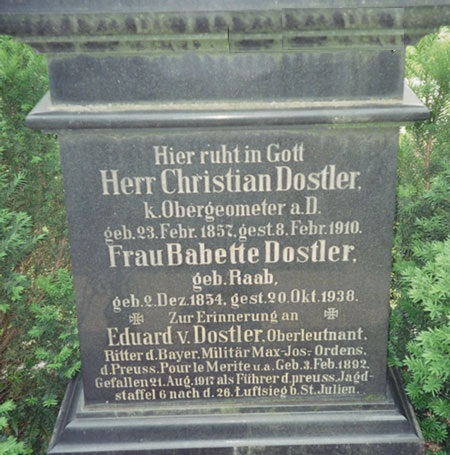
Erinnerungsinschrift für Eduard von Dostler am Elterngrab in Amberg

Am 5. Februar 1916 kam er zur Fliegerschule I nach Schleißheim. Sein erster größerer Überlandflug führte ihn am 3. Mai 1916 nach Amberg. Seit dem 15. Juni 1916 gehörte er zur Kampfstaffel 36, die zur unmittelbaren Unterstützung des Bodenkampfes eingesetzt wurde. Seinen ersten Abschuss einer Nieuport erzielte er am 17. Dezember 1916. Nach Vergleichen mit französischen Blättermeldungen handelte es sich bei dem Gegner um den bekannten Bomberpiloten Capitain Robert de Beauchamp. Zum Jahresende 1916 wurde Dostler zur Jagdstaffel 13 versetzt. Im April 1917 kam er als Staffelführer zur Jagdstaffel 34 und am 11. Juni 1917 wiederum als Staffelführer zur Jagdstaffel 6 des Jagdgeschwaders von Manfred von Richthofen. Bis dahin waren sechs seiner Luftsiege bestätigt und anerkannt worden.
In den folgenden zwei Monaten erhöhte sich diese Zahl sehr schnell. Am 18. August 1917 wurde sein 26. Luftsieg im Heeresbericht erwähnt. Am selben Tag wurde er durch König Ludwig III. mit dem Ritterkreuz des Militär-Max-Joseph-Ordens beliehen. Damit verbunden war die Erhebung in den persönlichen Adelsstand und er hätte sich nach der Eintragung in die Adelsmatrikel Ritter von Dostler nennen dürfen. Bereits am 6. August 1917 war er außerdem mit dem Orden Pour le Mérite ausgezeichnet worden, nachdem er vorher bereits das Ritterkreuz des Königlichen Hausordens von Hohenzollern mit Schwertern sowie den Militärverdienstorden IV. Klasse mit Schwertern erhalten hatte. Am 21. August 1917 kehrte Oberleutnant Dostler von einem Feindflug nicht mehr zurück. Manfred von Richthofen schickte mehrere Flugzeuge auf die Suche nach ihm. Erst später wurde bekannt, dass Dostler über St. Julien im Luftkampf gefallen war.

## Ehrungen
Ihm zu Ehren ist in der Stadt Amberg, in der auch seine Eltern lebten und begraben wurden, die Dostlerstraße benannt.
Die bei der Aufrüstung der Wehrmacht erbaute Pionierkaserne in Regensburg erhielt zu Ehren Dostlers die Bezeichnung Ritter-von-Dostler-Kaserne.